# Коцо дел Ре (Рагуза)
Коцо дел Ре је насеље у Италији у округу Рагуза, региону Сицилија.
Према процени из 2011. у насељу је живело 40 становника. Насеље се налази на надморској висини од 185 м.